# Lucas Rincón Romero
Lucas Enrique Rincón Romero (La Cañada de Urdaneta, Zulia, 1 de febrero de 1950) es un militar, político y diplomático venezolano, General en Jefe retirado del Ejército Nacional de Venezuela. Se graduó de licenciado en Ciencias y Artes Militares en la Academia Militar de Venezuela, en la Promoción "General de Brigada Pedro Briceño Méndez" del año 1972, con el puesto de mérito número 2, de 144 graduados. En la Academia alcanzó la jerarquía de Alférez Auxiliar.

## Biografía
Fue comandante general del Ejército de Venezuela durante el período de agosto de 1999 - junio de 2001, y por poco tiempo ministro de defensa de abril a julio del 2002. En la madrugada del 12 de abril durante el golpe de Estado de 2002, el general Rincón, en nombre del Alto Mando Militar venezolano, anunció que le habían solicitado la renuncia a Chávez y afirmó que éste había aceptado:

"Los miembros del Alto Mando Militar de la República Bolivariana de Venezuela deploran los lamentables acontecimientos sucedidos en la ciudad capital en el día de ayer. Ante tales hechos, se le solicitó al señor Presidente de la República la renuncia de su cargo, la cual aceptó. Los integrantes del Alto Mando ponen sus cargos a la orden los cuales entregaremos a los oficiales que sean designados por las nuevas autoridades". (hs 03:20 a. m.  12-04-2002)
Inspector General del Ejército Lucas Rincón Romero

Durante el corto gobierno de Pedro Carmona, el Tribunal Supremo de Justicia utilizó esta declaración para justificar su conformación, asegurando que existió un "vacío de poder". Nunca quedó claro sí Lucas Rincón apoyó o no el golpe, ya que siempre fue considerado un oficial cercano a Hugo Chávez.

### Después del golpe de 2002
Pocos meses después de ser restituido Hugo Chávez, Rincón fue sustituido en su cargo de Ministro de defensa y condecorado, fue nombrado ministro de Interior y Justicia por tres años. Se le intentó acusar de rebelión militar y abandono de servicio por su actuación durante la crisis política del año 2002; específicamente por haber anunciado la renuncia de Chávez. El Tribunal Supremo de Justicia declaró inadmisible esta solicitud. Luego de las investigaciones del golpe de Estado terminados en marzo de 2005. Luego, Isaías Rodríguez, Fiscal General de la República fue nombrado en 2006 como Embajador de Venezuela en Portugal donde perduraría hasta diciembre de 2022.

### Caso Banco Espírito Santo
Durante su función como embajador Lucas Rincón fue el enlace entre Hugo Chávez y el presidente del Banco Espírito Santo Ricardo Salgado en el año 2010. En 2023 fue acusado de corrupción en el caso Espíritu Santo, la Fiscalía de Portugal en su indagación ha establecido que el embajador Lucas Rincón recibió 9,6 millones de dólares entre 2008 y 2013, pero que poco se sabía por su inmunidad diplomática, el caso está en investigación.